# Jorgos Sawidis
Jorgos Sawidis (gr. Γιώργος Σαββίδης, ur. 2 lutego 1961 w Nikozji) – cypryjski piłkarz występujący na pozycji napastnika. Trener piłkarski.

## Kariera klubowa
Sawidis karierę rozpoczynał w 1982 roku w Omonii Nikozja. Przez pięć lat gry dla tego klubu, zdobył z nim cztery mistrzostwa Cypru (1983, 1984, 1985, 1987), Puchar Cypru (1983) oraz dwa Superpuchary Cypru (1983, 1987).
W 1990 roku Sawidis przeszedł do greckiego klubu AEK Ateny. W 1989 roku wywalczył z nim mistrzostwo Grecji oraz Superpuchar Grecji. W 1990 roku wraz z zespołem triumfował w rozgrywkach Puchar Ligi Greckiej, a w 1992 roku zdobył z nim drugie mistrzostwo Grecji. Przez pięć lat w barwach AEK-u rozegrał 135 spotkań i zdobył 33 bramki.
W 1992 roku wrócił do Omonii. W 1993 roku wywalczył z nią mistrzostwo Cypru, a w 1994 roku Puchar Cypru oraz Superpuchar Cypru. W 1996 roku zakończył karierę.

## Kariera reprezentacyjna
W reprezentacji Cypru Sawidis zadebiutował 22 grudnia 1982 roku w przegranym 0:1 towarzyskim meczu z Grecją. 3 grudnia 1986 roku w przegranym 2:4 pojedynku z tą samą drużyną strzelił pierwszego gola w kadrze. W latach 1982–1995 w drużynie narodowej rozegrał 46 spotkań i zdobył 2 bramki.